# Медзаго
Медза̀го (на италиански: Mezzago, на западноломбардски: Mezzàgh, Медзаг) е малко градче и община в Северна Италия, провинция Монца и Брианца, регион Ломбардия. Разположено е на 219 m надморска височина. Населението на общината е 4163 души (към 2010 г.).
До 2004 г. общината е част от провинция Милано.